# Einhorngesellschaft
Die Einhorngesellschaft oder auch Gesellschaft mit dem Einhorn war eine fränkische Turniergesellschaft.
Sie wurde 1481 als Zusammenschluss von 72 Niederadeligen aus 29 fränkischen Adelsfamilien (siehe auch Liste fränkischer Rittergeschlechter) ins Leben gerufen. Als Vorbild diente die Gesellschaft der Fürspänger.
Wie andere Turniergesellschaften dieser Zeit erfüllte auch diese Gesellschaft grundsätzlich das Bedürfnis des Ritterstandes, sich gegenüber anderen Ständen abzugrenzen, unter anderem auch von den aufstrebenden bürgerlichen Familien der Städte, dem sogenannten Patriziat (an erster Stelle wohl die Nürnberger Patrizier). Zu den strengen Aufnahmekriterien, die nicht einmal jedes Adelsgeschlecht erfüllen konnte, gehörte der Nachweis ritterlicher Ahnen und von Turniererfahrungen der elterlichen Generation. Die Zusammengehörigkeit sollte durch die Pflege der ritterlichen Tugenden verstärkt werden.
Die Einhorngesellschaft war im Sinne einer „politischen Lobby“ auch als Gegengewicht gegen den Markgrafen Albrecht Achilles gedacht, der wenig später mit der Gründung der Bärengesellschaft reagierte.
Der Gesellschaft gehörten folgende Familien an: Aufseß, Giech, Guttenberg, Künsberg, Lüchau, Marschalk von Schney (vermutlich eines Stammes mit Redwitz), Redwitz, Schaumberg, Sparneck und Waldenfels.